# Urophysa henryi
Urophysa henryi là một loài thực vật có hoa trong họ Mao lương. Loài này được (Oliv.) O.E. Ulbr. miêu tả khoa học đầu tiên năm 1929.